# Sven Neuhaus
Sven Neuhaus (ur. 4 kwietnia 1978 w Essen) – niemiecki piłkarz występujący podczas kariery na pozycji bramkarza.

## Kariera
Neuhaus seniorską karierę rozpoczął w 1996 roku dołączając do drużyny rezerw Fortuny Düsseldorf. W 1999 roku został przesunięty do kadry pierwszego zespołu tego klubu. W 2001 roku został piłkarzem SpVgg Greuther Fürth. W barwach tego klubu rozegrał 57 meczów ligowych. Następnie w latach 2006–2009 był zawodnikiem FC Augsburg, zaś w latach 2009–2011 występował w RB Leipzig. W 2011 roku odszedł do Hamburger SV. W rozgrywkach Bundesligi zadebiutował 21 kwietnia 2012 roku w meczu przeciwko 1. FC Nürnberg (1:1).